# Glossonotus nimbatulus
Glossonotus nimbatulus är en insektsart som beskrevs av Ball. Glossonotus nimbatulus ingår i släktet Glossonotus och familjen hornstritar. Inga underarter finns listade i Catalogue of Life.